# Adolph Oldendorff
Adolph Oldendorff  (* 15. Dezember 1831 in Meseritz; † 16. Juni 1896) war ein deutscher Mediziner 
Oldendorff studierte Medizin in Berlin, wo er 1856 promoviert wurde. Danach ließ er sich als Arzt in Berlin nieder. Daneben befasste er sich mit Standespolitik und Lebensversicherungsstatistik, worüber er Bücher verfasste.
Er war Autor in der Real-Encyclopädie der gesammten Heilkunde.

## Schriften
- Der Einfluss der Beschäftigung auf die Lebensdauer des Menschen, 2 Hefte, Berlin 1877, 1878
- Grundzüge der ärztlichen Versicherungspraxis, Wien u. Leipzig 1882
- Beiträge zu Albert Eulenburgs Real-Encyclopädie der gesammten Heilkunde. Erste Auflage.   
  - Band 2 (1880) (Digitalisat); S. 140–147: Berufsstatistik; S. 352–355: Blutsverwandtschaft
  - Band 5 (1881) (Digitalisat), S. 39–46: Erblichkeit; S. 553–563: Geburtsstatistik
  - Band 7 (1881) (Digitalisat), S. 288–299: Irrenstatistik; S. 386–399: Kindersterblichkeit
  - Band 8 (1881) (Digitalisat), S. 88–114: Lebensdauer; S. 117–165: Lebensversicherung
  - Band 9 (1881) (Digitalisat), S. 224–309: Morbiditäts- und Mortalitäts-Statistik
  - Band 12 (1882) (Digitalisat), S. 476–486: Selbstmordstatistik
  - Band 14 (1883) (Digitalisat), S. 173–176: Unfallstatistik
  - Band 15 (1883) (Digitalisat), S. 181 (Nachträge): Geburtsstatistik;  S. 207–208 (Nachträge): Kindersterblichkeit; S. 210–212 (Nachträge): Lebensdauer; S. 213–219 (Nachträge): Lebensversicherung; S. 221–223 (Nachträge): Morbiditäts- und Mortalitätsstatistik
- Zweite Auflage.
  - Band 2 (1885) (Digitalisat), S. 143–149: Atteste